# Xã Romine, Quận Marion, Illinois
Xã Romine (tiếng Anh: Romine Township) là một xã thuộc quận Marion, tiểu bang Illinois, Hoa Kỳ. Năm 2010, dân số của xã này là 514 người.